# René N’Djeya
René N’Djeya (ur. 9 października 1953 w Duali) − kameruński piłkarz, występował na pozycji obrońcy.

## Życiorys
Ma za sobą udział w Mistrzostwach Świata 1982, na których rozegrał wszystkie trzy mecze. W spotkaniu z Włochami został ukarany żółtą kartką, w 36 minucie. Podczas tego Mundialu był zawodnikiem Unionu Douala. N’Djeya uczestniczył w zdobyciu pierwszego złotego medalu na Pucharze Narodów Afryki. Turniej ten odbywał się w 1984 na boiskach Wybrzeża Kości Słoniowej. W finale Kameruńczycy pokonali Nigerię 3:1, a N’Djeya strzelił w 32 minucie bramkę, wyrównując stan meczu na 1:1.